# Manuel Soeiro
Manuel Soeiro est un footballeur international puis entraîneur portugais, né le 17 mars 1909 à Barreiro et mort le 7 février 1977. Il évolue au poste d'Attaquant au Luso FC (pt) puis au Sporting CP de 1933 à 1945 et, remporte avec cette équipe le titre de champion en 1941.
Il dispute douze rencontres pour cinq buts inscrits en équipe nationale.

## Biographie
Manuel Soeiro fait ses débuts au football au sein du Luso FC (pt) où il est remarqué par l'ancien joueur du Sporting Clube de Portugal, Filipe Dos Santos. Il connaît sa première sélection en équipe nationale, le 3 mai 1932, face à la Yougoslavie, une défaite trois buts à deux.
Il rejoint en 1933 le Sporting Clube de Portugal et débute, en équipe première, le 25 mars 1934 contre le FC Barreirense et inscrit le premier but de la rencontre remportée sur le score de deux buts à un. Il termine meilleur buteur du premier championnat portugais en 1935 en inscrivant quatorze buts puis, en 1937 avec vingt-quatre buts marqués. Il est également meilleur buteur du championnat de Lisbonne en 1937 et 1941. Il inscrit son centième but sous les couleurs du Sporting le 14 avril 1937 contre le Vitoria Setubal. Replacé sur l'aile droite après l'arrivée de Fernando Peyroteo en 1937, il marque alors moins de buts. Il fait sa dernière apparition sous le maillot du Sporting CP le 10 décembre 1944 face au Benfica Lisbonne.
Il devient par la suite entraîneur et dirige le CD Torres Novas qu'il fait monter en deuxième division.

## Palmarès
Manuel Soeiro inscrit 206 buts en 219 rencontres avec le Sporting CP. Il remporte sous ses couleurs le championnat en 1941 ainsi que deux Coupes du Portugal, trois Campeonato de Portugal et dix championnats régionaux de Lisbonne.
Il compte douze sélections pour cinq buts inscrits entre 1932 et 1941 avec l'équipe du Portugal.